# Foals
Foals est un groupe britannique de rock indépendant originaire d'Oxford, en Angleterre. Formé en 2005, il comprend aujourd'hui le chanteur et guitariste Yannis Philippakis, le batteur Jack Bevan, le guitariste Jimmy Smith ainsi que le bassiste Walter Gervers.

## Historique

### Débuts (2005–2007)
Jack et Yannis, amis d'enfance, font partie d'un groupe de style math rock, "The Edmund Fitzgerald", mais se séparent parce que les choses deviennent « trop sérieuses », alors qu'ils voulaient plus « s'amuser dans la création musicale ». Walter Gervers et Jimmy Smith faisaient partie d’un groupe d’Oxford Face Meets Grill.
Le groupe signe avec le label Transgressive Records en Europe et Sub Pop aux États-Unis. En 2007, avant même la sortie d'un album, le groupe apparaît dans un épisode inédit de la saison 1 de Skins intitulé Skins Secret Party durant lequel il joue Hummer son deuxième single.

### Antidotes(2007–2008)
L'été 2007 Foals commence à travailler sur un premier album à New York. Il est produit par Dave Sitek de TV on the Radio. Cependant le groupe décide de mixer lui-même l'album expliquant que Sitek avait fait du premier master de l'album comme « si on avait enregistré le Grand Canyon. » Philippakis expliquera plusieurs fois que Foals et Dave Sitek s'entendent bien même si ce mixage de Sitek a été rejeté par le groupe. La réverbération utilisée par Dave Sitek donnait à leurs compositions un son « étrange » d'après eux.
Ce premier album est publié en 2008. Il se classe à la troisième place des meilleures ventes d'albums au Royaume-Uni. Le groupe gagne en notoriété au Royaume-Uni et le guitariste et chanteur Yannis Philippakis est classé à la 27e place d'un classement des « personnalités les plus cools » par le magazine NME.

### Total Life Forever(2009–2010)
En août 2009 Foals commence à enregistrer son deuxième album au Svenska Grammofon Studion de Göteborg en Suède. L'album Total Life Forever est décrit par les membres comme un « prog tropical » et « comme le rêve d'un aigle mourant. » Pour eux l'album est « moins funk » que planifié à l'origine. Il est produit par l'ex-Clor Luke Smith. Yannis Philippakis s'est longtemps intéressé à la futurologie ce qui aboutira à un nombre de morceaux comme celui de Total Life Forever.
Le groupe sort en 2010 un deuxième album intitulé Total Life Forever qui se classera 8e des ventes au Royaume-Uni. Sa sortie est précédée par la publication d'un simple intitulé Spanish Sahara. Ce titre sera utilisé dans l'épisode 3 de la saison 2 de la série Misfits , pour une scène finale avec le jeu vidéo Life Is Strange[réf. nécessaire], ainsi que pour une bande annonce de la septième saison de la série Entourage.

### Holy Fire(2012–2013)

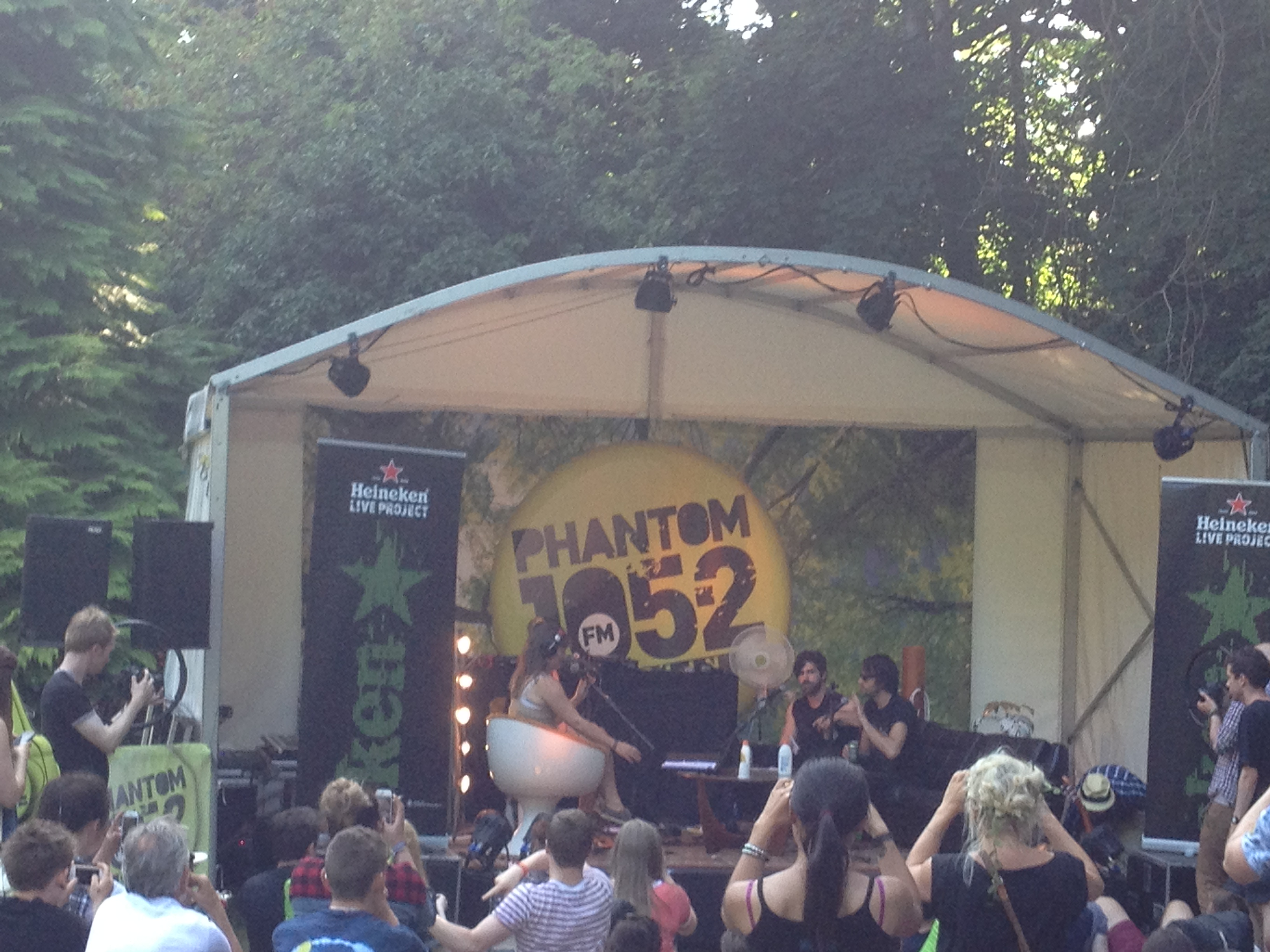
Foals au Longitude Festival de Dublin en 2013.

En 2012 le groupe publie une mixtape intitulée Tapes sur le label !K7.
En octobre la sortie d'un nouvel album intitulé Holy Fire est annoncée pour le 11 février 2013, le premier extrait Inhaler est disponible en téléchargement quelques jours plus tard. Le second extrait My Number est joué pour la première fois lors de l'émission Later with Jools Holland.
Entre novembre et mi-décembre 2012 Foals tourne au Royaume-Uni, a tournée faisant participer Petite Noir un ami proche de Philippakis.
L'été 2013 ils jouent dans plusieurs festivals et participent en tête d'affiche au "Latitude Festival" de Suffolk en juillet. Le groupe jouera aussi une tournée mondiale, passant notamment par l'"Alexandra Palace" en février. Holy Fire est nommé pour un Mercury Prize en 2013.

### What Went Down(2014-2018)
Un nouvel album baptisé What Went Down, enregistré en France aux Studios de la Fabrique, sort le 28 août 2015.
Fin 2015, Mountain at My Gates est inclus dans la bande son du jeu vidéo FIFA 16 édité par EA Sports.
En février et mars 2016, Foals tourne au Royaume-Uni et ailleurs en Europe, puis aux États-Unis, jouant des morceaux issus de What Went Down et d'anciens albums, en compagnie de Peace (DJ set) et Everything Everything.
À l'automne 2017, le groupe annonce travailler sur un nouvel album.
Le 5 janvier 2018, il publie sur les réseaux sociaux une lettre manuscrite actant le départ de son bassiste Walter Gervers.

### Everything Not Saved Will Be Lost(depuis 2019)
En janvier 2019 le groupe annonce la sortie de deux albums durant l'année qui s'amorce. Baptisés respectivement Everything Not Saved Will Be Lost Part 1 et Everything Not Saved Will Be Lost Part 2, ils sortiront le 8 mars pour le premier et le 19 octobre pour le second.
Le 19 février 2019 le groupe révèle que le membre fondateur du groupe britannique Everything Everything Jeremy Pritchard se joint à Foals en tant que bassiste pour les concerts de l'année commencée.

### Life Is Yours(2022)
En mai 2023 le retour du bassiste Walter Gervers est annoncé.

## Membres

### Membres actuels

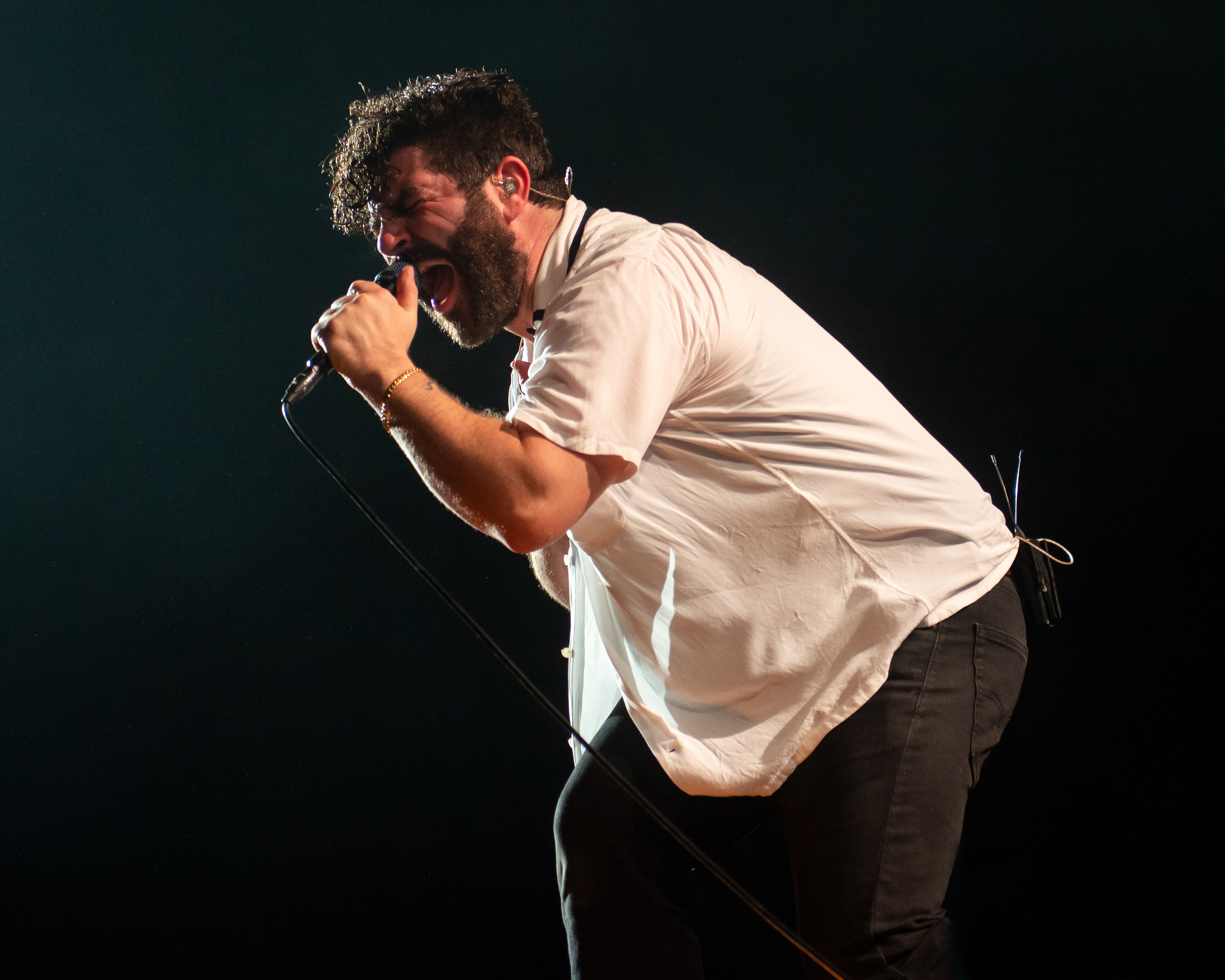
Yannis Philippakis en 2023.

- Yannis Philippakis aux chant et guitare ;
- Jack Bevan à la batterie ;
- Jimmy Smith à la guitare et au Rhodes[Quoi ?] ;
- Walter Gervers aux basse, claviers et chœurs (2005–2018, et depuis 2023).

### Musiciens additionnels pour les concerts
- Jeremy Pritchard aux basse, claviers et chœurs (2019) ;
- Kit Monteith aux percussions, sampler et chœurs (depuis 2016) ;
- Vincent Taeger aux percussions et timbales (2019).

### Anciens membres
- Andrew Mears aux chant, et guitare rythmique (2005–2006) ;
- Edwin Congreave aux claviers (2005-2021).